# Афанасьев, Евгений Иванович
Евге́ний Ива́нович Афана́сьев (1837—1897) — доктор медицины, ординарный профессор Киевского университета.

## Биография
Православный. Из купеческой семьи.
В 1848—1855 годах учился в Орловской гимназии. В 1860 году окончил Медико-хирургическую академию со званием лекаря и уездного врача и был определен в Ширванский пехотный полк батальонным лекарем. В 1862 году был командирован для заведования Ахтинским лазаретным отделением при минеральных водах. В 1864 году был определен младшим ординатором сначала в Чугуевский военный госпиталь, а потом в Киевский военный госпиталь. В 1866 году был назначен младшим учителем фельдшерской школы в Киеве.
В 1867 году назначен, сверх занимаемой должности, и. д. ординатора при терапевтической госпитальной клинике университета Св. Владимира, а в 1869 году этим же университетом удостоен степени доктора медицины за диссертацию «К физиологии мозговых ножек». В 1870 году был избран доцентом университета при кафедрах клинической и теоретической патологии и терапии, с увольнением от должности ординатора терапевтической госпитальной клиники и Киевского военного госпиталя. Читал лекции по врачебной диагностике. 1 мая 1888 года определен экстраординарным профессором по кафедре частной патологии и терапии, а 18 апреля 1892 года утвержден ординарным профессором по занимаемой кафедре. Дослужился до чина действительного статского советника (1885).
Помимо докторской диссертации, напечатал ряд статей в журналах «Медицинский вестник», «Современная медицина» и в «Киевских университетских известиях», редактировал переводы «Частной патологии и терапии» Нимейера (1874—1876), а также «Диагностики внутренних болезней» Фрюхауфа (1880).
Кроме того, с 1871 года был ординатором отделения Киево-Кирилловской больницы, а затем заведующим Старо-Киевским отделением означенной больницы, читал лекции в Рейтарской больнице. Вместе с профессорами В. П. Образцовым и К. Г. Тритшелем был врачом-распорядителем Мариинской общины сестер милосердия. В 1896 году учредил при медицинском факультете университета Св. Владимира стипендию в 6000 рублей.
С 1879 года избирался гласным Киевской городской думы. Способствовал устройству городской канализации, заведывал строительством бесплатной больницы для чернорабочих, основанной Н. А. Терещенко. В киевских газетах поместил ряд статей по вопросам общественной санитарии. Состоял членом Общества киевских врачей.
Умер в 1897 году. Похоронен на кладбище Выдубицкого монастыря.

## Награды
- Орден Святого Станислава 3-й ст. (1864)
- Орден Святой Анны 3-й ст. (1867)
- Орден Святого Станислава 2-й ст. (1883)
- Орден Святой Анны 2-й ст. (1889)
- Орден Святого Владимира 3-й ст. (1895)
- медаль «В память царствования императора Александра III»